# Зубодёр (картина Лонги)
«Зубодёр» (итал. Il cavadenti) — картина итальянского живописца Пьетро Лонги (1702—1785), представителя венецианской школы. Создана примерно в 1750 году. С 1799 года хранится в коллекции Пинакотеки Брера в Милане.

## Описание
Это полотно — одна из самых известных работ художника. На нем Лонги без помпезности воспроизводит фасад Дворца дожей, перед которым разворачивается сюжет. Картина написана с большой долей юмора: зубодер с радостью показывает присутствующим только что удалённый зуб, а юноша прикрывает рот платком. Вокруг них собрались прохожие, некоторые из них — в типичных венецианских масках. Среди них — ребята, кормящие хлебом обезьяну, и женщина-карлик, которая отвечает характерным итальянским жестом на просьбу женщины.
Стиль Лонги не претерпевал каких-либо изменений, однако эта картина является одной из немногих, дату написания которой можно установить более-менее точно благодаря надписям на пилястрах, которые повзоляют датировать ее между 1746 и 1752 годами.